# 魔神英雄伝ワタル 七魂の龍神丸
『魔神英雄伝ワタル 七魂の龍神丸』（ましんえいゆうでんワタル しちこんのりゅうじんまる、MASHIN HERO WATARU THE SEVEN SPIRITS OF RYUJINMARU）は、サンライズ制作による日本のWebアニメ作品。テレビアニメ『魔神英雄伝ワタル』（『ワタル1』）を第1作とする「魔神英雄伝ワタルシリーズ」のひとつ。漫画雑誌や模型雑誌、オンライン小説などでも関連作品が同時展開されており、アニメでは描かれないストーリーを補完するメディアミックス体制が採られている。

## 概要
2020年4月10日よりYouTube『BANDAI SPIRITS 公式チャンネル』で配信の新シリーズ。1話約15分、全9話（前期4話、後期5話）配信された。
第1作目から32周年目での新作シリーズとなる。以前から新シリーズの企画はされていたが、そのたびに立ち消えになっていた。そうして、2019年10月にシルエットでながら新プロジェクトが発表、同年10月の『TAMASHII NATION 2019』でPVが公開された。
当初、第3・4話は隔週配信予定であったが、新型コロナウイルス感染拡大の影響でスケジュールの変更があり、第3・4話が延期となった。そのため第3話配信予定だった5月8日には第1話スタッフコメンタリーを、5月22日には第2話スタッフコメンタリーを特別配信。
リモート出演は監督の神志那弘志とサンライズの池谷浩臣。6月12日の旧作セレクション配信時に6月19日より第3話が配信となることが告知された。
2021年10月31日に、「サンライズフェスティバル2021」での特別上映として、配信版全9話を再構成し、新規カットを追加した特別編集版「魔神英雄伝ワタル 七魂の龍神丸 －再会－」を、グランドシネマサンシャイン池袋にて上映。同日、配信版全9話と「－再会－」を収録したBlu-ray BOXの発売決定と、2022年1月7日より、「－再会－」を全国34館で3週間限定上映する事を発表した。
本作品では「創界山」が天地反転したような「逆さ創界山」が舞台。新たなる敵・ドバズダーとの戦いで身体と魂を失ったワタルの相棒である「龍神丸」を、煌龍丸以外の6体の龍魔神を集めて完全復活させることが目的である。作中の描写によれば、本作の時系列は少なくとも『魔神英雄伝ワタル2』（以下『ワタル2』）の後日談になる。

## ストーリー
現生界（現代の地球）から異世界・神部界に召喚された救世主・戦部ワタルが、創界山と星界山を侵攻せんとする魔界の王ドアクダーを倒してからしばらくのち。突如現れた新たな敵ドバズダーによって、創界山は再び危機に瀕していた。ワタルと相棒の魔神・龍神丸はかつての仲間たちとともにドバズダーに挑むが、ドバズダーが発する黒い霧に囚われた龍神丸は、その体と魂をばらばらに引き裂かれる。ショックで気を失うワタルだったが、夢に現れた龍神丸から裂かれた自分の魂が別の世界で健在であることを告げられる。そしてその魂の欠片が飛んださきには、創界山を逆さまにしたような山「逆さ創界山」がそびえていた。目覚めたワタルは龍神丸を救うべく、仲間の虎王やヒミコとともに逆さ創界山へと向かう。

## 作中の舞台・設定
過去のシリーズ作品から登場する設定・用語の詳細な解説は、各作品の記事も参照。
創界山（そうかいざん）
「ワタルシリーズ」の主要舞台である神部界（しんぶかい）にそびえる、七層に分かれた巨大な霊山。ドアクダー軍による直接的（『ワタル1』）・間接的（『ワタル2』）侵攻を受けていたが、現生界から遣わされた救世主・戦部ワタルと仲間たちの活躍により平和を取り戻す。
本作では、謎の敵ドバズダーの侵攻によって再度危機を迎えており、事態を解決するべくワタルと仲間たちが再集結する。
シュワワ村
小説版に登場。聖水の湧くラー湖の近くにある小さな村。
逆さ創界山（さかさそうかいざん）
「無想界山（むそうかいざん）」「龍の見る夢」とも呼ばれる。創界山がひっくり返ったような、ここ（創界山）ではないどこか、今ではないいつかの世界。そうなるかもしれなかった世界、そうであったかもしれない世界、遠い遠い未来、遥か昔の姿、さまざまな世界がある。
幻のイメージより逆さ富士から連想している。
第1の世界「なんだか未来の世界」
「アップダウンシティ」と呼ばれる自動化が発達した町。ビル自体が動き、メールやドローン配達が盛んな一方、手紙などのアナログな通信手段が忘れ去られている。かつてメールサーバーに重大な障害が発生したときに、龍の神様の背中に乗り人々のメッセージを届けた救世主が伝説として語り継がれている。街の広場にはワタルに似た救世主の銅像が建てられていたが、ワーイ＝ファーイが市長となってからは倒され、代わりにワーイ＝ファーイ自身の銅像が建てられている。ワーイ＝ファーイは銅像から発生する怪電波を使って街内のインフラを麻痺させていたが、ワタルに倒されてからは像は撤去され、ふたたび救世主像が建て直される。
『ワタル1』第3話に登場する同名の町の未来像をイメージしている。なお、『ワタル1』の町は大声を出すと地面の一部が上下する場所だった。
- ワタルの衣装 - 大きな鞄を肩掛けた郵便配達員風
- 龍神丸の欠片 - 救世主像の台座

第2の世界「昔々の世界」
江戸時代以前の日本のような世界だが、西洋の食べ物（チョココロネ）やタブレット端末などの機器が普及しているなど現代的な面もある。しかし、ここ最近は無法者の「ヒカシボウ一門」が暴動や無銭飲食といった悪事を働いていて、これに村人たちが相当困っている。
- ワタルの衣装 - 陣羽織を着た剣士風
- 龍神丸の欠片 - 剣乃介の左お尻

第3の世界「すごく昨日の世界」
ビジュアルストーリー版に登場。住民全員がお化けになっているホラー的世界。
- ワタルの衣装 - 黒い羽根マントを纏ったドラキュラ伯爵のような姿
- 龍神丸の欠片 - ドロロンタワーの屋上

第4の世界「とても明日の世界」
ビジュアルストーリー版に登場。獣人が住む緑豊かな島「アニマランド」。しかし、数か月前に突如現れた建設会社「ドケドケ建設」によって獣人たちは追い出され、無理な都市開発によって環境破壊が進んでいる。
- ワタルの衣装 - 白い犬の獣人
- 龍神丸の欠片 - 龍樹の種

第5の世界「やっぱり昔の世界」
中世風の世界。王政国家「ドレッド王国」によって統治されており、領内ではブリキントンのコスチュームを着用することが義務付けられている。王都にあるブリキン城のコロシアムでは、王女の花婿を選抜するために魔神同士によるバトル大会が行なわれている。
- ワタルの衣装 - 騎士風の甲冑鎧
- 龍神丸の欠片 - 闘技場の敷地

第6の世界「やがて明日の世界」
島全体が遊園地の「リューグーランド」。多彩なアトラクションやおいしい料理で来客をもてなし、誰もが悩み苦しみを忘れ笑顔になる一方で、楽しさのあまり園から抜け出せなくなるという恐ろしい場所。
- ワタルの衣装 - ピーター・パン風（設定資料集では吟遊詩人）
- 龍神丸の欠片 - ワタルと虎王の友情

第7の世界「龍の見た夢の世界」
ワタルたちが訪れた直後は真っ白で何もない世界だったが、龍神池に似た場所で龍神丸が漆黒に染まった状態で復活したと同時に周辺が割れるように崩れていく。
- 龍神丸の欠片 - 六つの龍神丸の欠片

## 登場人物

### ワタルと仲間たち
戦部 ワタル（いくさべ ワタル）
声 - 田中真弓
主人公。小学4年生。魔界の支配者・ドアクダーの侵略から創界山と星界山を救った救世主。ドバズダーに敗れ魂を砕かれた龍神丸を救うため、仲間たちとともに逆さ創界山へ向かう。本作では訪れた世界の文化に合わせて服装が変化するのが特徴で、魔神搭乗時は普段の救世主の装束に戻る。龍神丸の欠片を手に入れるまでは自分の魔神を呼べないため、魔神に乗った敵には劣勢となる場面が多い。
忍部 ヒミコ（しのびべ ヒミコ）
声 - 林原めぐみ
忍部一族13代目の御頭。不思議な忍術を使う元気な少女。危機的状況でもマイペースさを崩さないムードメーカー。小さい体ながらも非常に大食らいで、本作では特にチョココロネが好物。
剣部 シバラク（つるぎべ シバラク）
声 - 西村知道
野牛シバラク流剣術の使い手。ワタルの師であり父親的存在。美人に弱くだらしない面もあるが、優れた剣技と年長者としての経験の豊富さから頼りにされている。本作の羽織には胸紋に炎模様、背紋に(魂)の文字が描かれている。『ワタル2』までは、専用テレホンカードと公衆電話、『超魔神』ではPHSを使って愛機の戦神丸を召喚していたが、本作ではスマートフォンを用いた通話やSNSで召喚している。ただし充電不足だったり、戦神丸から既読無視されたりして呼び出せない場合もある。漫画版ではリンゴ村特製10G最新スマホを使用しているが、こちらは既読自体が付かずなかなか呼び出せない。
第1話冒頭のドバズダーたちとの戦いの後にワタルたちとはぐれ、第2世界にある塚原剣術道場に居候していたが、遅れて同じ世界にやってきたワタルたちと合流する。
虎王（とらおう） / 翔龍子（しょうりゅうし）
声 - 伊倉一恵
かつてドアクダーに洗脳され、ワタルたちと敵対していた創界山の皇子。後にワタルの親友（トモダチ）となり、二度にわたるドアクダーとの戦いで活躍する。本来の姿である翔龍子は穏やかで礼儀正しい性格だが、 洗脳されていたときの姿である虎王になると粗野で豪快な性格となる。ヒミコを気に入っており、自分の嫁（ヨメ）にすることを公言している。
劇中冒頭では翔龍子の姿でワタルに加勢するが、ドバズダーの邪気に触れたことで虎王の姿になる。過去作では中盤以降からの登場となっていたが、本作では最初からワタルたちの旅に同行する。ドバズダーを倒し創界山に帰還してからは、もとの翔龍子の姿に戻る。
海火子（うみひこ）
声 - 高乃麗
『ワタル2』からの登場人物で、本作ではアニメ第5話より登場。ぶっきらぼうだが心優しい漁師の少年。当初はワタルと対立していたが、後に星界山の王族であることが判明し、ワタルたちと協力してドワルダー（ドアクダー）を打倒した。
本作ではワタルたちのあとを追って逆さ創界山に入るが、第5世界にあるドレッド王国に迷い込み捕らわれの身となっていた。そこでドレッド王女のイズーと騎士のオリスカンたちに救われたことに恩義を感じ、のちにドレッド王に投獄されたオリスカンを救うべくブリキン城のバトル大会に参加する。そこで同じく参加していた虎王とはからずも対戦することとなり、持ち前の負けず嫌いから味方でありながら張り合う場面を見せる。
渡部 クラマ（わたりべ クラマ）
声 - 山寺宏一
ドアクダーの呪いで鳥の姿にされていた青年。ヒミコからは「トリさん」と呼ばれ慕われている。歴代のシリーズ作品ではワタルと離れて単独行動する場面が多く、本作でも唯一アニメ以外の媒体で先行登場し、アニメ第9話終盤にてドバズダーと対峙するワタルたちの援護に駆け付ける。創界山に帰還後は本来の人間の姿に戻る。
ビジュアルストーリー第3回ではワタルたちを追って独りで逆さ創界山に入り、第4世界のアニマランドの村から奪われた種を取り返すために、ボンクラーラに戦いを挑む。
漫画版ではドバズダーの黒い霧の影響でふたたび鳥の姿になり、黒い霧のガッタイダーの内部に捕らわれていた。

### 創界山の住人
聖龍妃（せいりゅうひ）
声 - 藤井佳代子
翔龍子（虎王）の母親で創界山の女王。ワタルたちを逆さ創界山へと送る。
妖部 オババ（あやしべ オババ）
声 - 丸山裕子
ワタルを神部界に召喚したモンジャ村の預言者。
忍部 オジジ
声 - 沢りつお
ヒミコの祖父でオババの友人。ドバズダーの悪意を受けて暴れていた。
EXマン（エクスキューズマン）
声 - 龍田直樹（緑）、吉田小南美（黄）、藤井アユ美（赤）
『超魔神英雄伝ワタル』（『超魔神』）を除いた過去作に引き続き、本作のアイキャッチや進行係を務める。

### 逆さ創界山の人々

#### 第1の世界
メル
声 - 吉田小南美
アップダウンシティに住む少女。ワーイ=ファーイの妨害で入院中の母親（声 - 藤井アユ美）に面会できず困っていたところ、街に現れたワタルに母親宛ての手紙と写真立てを託そうとするが、ワタルが街に平和を取り戻したあとはみずから母親に届けにいく。
第1作第3話に登場するゲストキャラクターをリライトしている。
ワーイ=ファーイ
声 - 龍田直樹
アップダウンシティの市長。市民を自分に従わせるために、自分の銅像から発せられる怪電波によってスマホやドローン、動くビル群を暴走させ、市民を苦しめている。部下とともに魔神に乗ってワタルたちを翻弄するが、龍蒼丸を召喚したワタルに形勢を逆転されて敗北。それまでの悪行の罰として、市街の清掃をさせられる。

#### 第2の世界
塚原 剣乃介（つかはら けんのすけ）
声 - 飯田友子
塚原剣術道場の跡取り息子。父亡きあとに道場を継いだが、気弱な自分には剣術は向いてないと思っている。一方で、シバラクや同郷の人間たちをうならせるほどの料理上手。ベンケーの部下たちから助けてくれたシバラクを救世主と呼び慕い、ワタルたちと合流するまで道場に宿泊させる。ベンケーに苦戦しながらも立ち向かうワタルやシバラクの姿を見て奮起し、その気迫に左尻に隠されていた龍神丸の欠片が反応、龍戦丸召喚のきっかけを作る。
ヒカシボウ＝ベンケー
声 - 竹田雅則
ヒカシボウ一門の長。武蔵坊弁慶のような装束を纏っているが、顔立ちは西洋人風で口調も片言。好物の肉やポテトフライを食べ続けた結果、腹を中心に極度の肥満体形となっている。生身の戦闘では弁慶と同じく薙刀を使うほか、自分の出っ腹で相手を突き飛ばす戦法を得意とする。鎧兜を着たブリキントン（ワタル1に登場したドアクダー配下のザコ兵士）を部下に従えている。塚原家に伝わる家宝「赤龍の刀」を狙って道場を襲撃するが、ワタルの龍戦丸とシバラクの戦神丸に敗れ吹き飛ばされる。
愛（あい）
小説版に登場。第2世界に迷い込んだ直後のシバラクと出会う美少女。「困っている人を助けるように」という父・ゲンナイの教えにしたがい、ワタルたちとはぐれ途方に暮れていたシバラクを自分の屋敷に招待する。3日前に村はずれにあるドナイ山に出かけたゲンナイの言いつけで留守番をしていたが、長く帰ってこないことを不審に思ったシバラクの提案でともにドナイ山に向かう。その正体はゲンナイが作り出したからくり人形であり、垂直の崖を猛スピードで登ったり大木を軽々と持ち上げるなどの驚異的な身体能力に加え、両目からはビームを発射することができる。
ゲンナイ
小説版に登場。愛を作ったからくり技師であり父親的存在。村の水路が枯れた原因を探るべくドナイ山にある水源に向かったが、水源の独占をもくろむ山賊に捕らわれていた。自分を探しに来た愛が山賊を撃退したことで救い出される。

#### 第3の世界
ドロロンパ
声 - 龍田直樹 （ドラマCD/映画）
ビジュアルストーリー第1、2回に登場。怖ろしげな屋敷に棲む、カウボーイハットとサングラスを身に着けた陽気な性格のオバケ。人をおどろかせるのが一番うまいオバケ「オドロキング」を自称しているが、素顔の瞳は愛らしく迫力に欠ける。屋敷に迷い込んだワタルとヒミコをおどろかせようとするが、自分の素顔を笑われたことに憤慨し、乗機のスケルバット14Kを持ち出して襲い掛かってくる。この時点でまだ第3世界の龍魔神を呼び出せないワタルを追い回すが、幻神丸に搭乗したヒミコに翻弄され敗北する。
ドロロンタワーではシバラクと虎王を人質にし、改造されたマスク・ド・スケルバットでワタルに再戦を挑むが、召喚された幻龍丸に二度目の敗北を喫する。
漫画版では、ワタルを恐怖させるためにドアクダーの幻影を作り出したりする。
亀有 ミカ（かめあり ミカ）
声 - 田中真弓
設定資料集同梱のドラマCDに登場。
ドロロンタワーに置かれていた喋る人形（声-吉田小南美、藤井アユ美）や走る甲冑にビビって逃げ出したワタルに黄色い声援を上げながら追いかけてきた女子高生。彼からも「誰？」と突っ込まれる。
元はラジオドラマ『ラジメーション 魔神英雄伝ワタル4』に登場した芝居好きの魔女、マジョリダーナの演劇に強制的に参加させられたワタルが演じたキャラクター。図々しいが恋愛に一途な性格を気に入ったワタル役の田中がアニメスタッフに本編の登場をリクエストし、『超魔神英雄伝ワタル』最終回にゲストとして出演。番組終了後に発売されたドラマCDの短編エピソードの主人公にもなった。

#### 第4の世界
ボンクラーラ
ビジュアルストーリー第3回に登場。ドケドケ建設のナンバー2。心は幼児のまま体だけ大人になったような男で、赤子言葉を話し、哺乳瓶のミルクを愛飲している。父親とともに自然が大嫌いという理由で、アニマランドを強引に都市開発している。獣人たちから奪った「種」を取り戻すべく単身現れたクラマと戦い、自社のビル群という地の利を活かして優位に立つが、クラマの機転で魔神ごと鉄骨の下敷きにされる。
コミック版では未登場。
トン・カバチョ
声 - 竹田雅則 （ドラマCD/映画）
ビジュアルストーリー第4回に登場。ドケドケ建設の社長。顔はカバに似ている。虫が嫌いという理由で虫一匹住めないような楽園を作ろうとしていた。
ココ
声 - 種崎敦美（ドラマCD/映画）
ビジュアルストーリー第4回に登場。ワタルが出会う獣人一族の少年。両親を故郷から追い出したドケドケ建設への恨みから人間そのものを憎んでいたが、ワタルとの友情を経て人間への信頼を取り戻す。
長老
声 - 龍田直樹（ドラマCD）
コミック版に登場。獣人一族の長老。

#### 第5の世界
オレ＝ドレッド
声 - 辻親八
ドレッド王国の国王。「強さこそがすべて」という思想の持ち主で、ブリキントンの姿を強さの象徴ととらえ、自国内ではブリキントン風の衣装を着用することを義務付けている。娘・イズーの婿にふさわしい強い男を探し出すために、居城のブリキン城にあるコロシアムで魔神を用いたバトル大会「イズー姫争奪、最強の花婿はオレだ! グランプリ」を開催する。その選考基準はあくまで「強さ」のみであり、それさえ満たせれば出身や人格・素行の良し悪しは問わない姿勢を貫いている。その真の目的は、バトル大会で敗退した魔神から抽出したパワーを用いて、城の地下に封印された大型合体魔神ゴーストンを復活させること。しかし、現場に乗り込んできたワタルたちに狼狽したことで制御用の杖を壊し、ゴーストンを暴走させる失態を犯す。ワタルたちが事態を収めてからは、「制御できない強いだけの力はただの暴力である」として改心し、「正しく力を使える者に国を任せる」としてオリスカンを自分の後継者として認める。
イズー
声 - 鎌倉有那
ドレッド王国の王女。投獄された恋人であるオリスカンを救うために海火子に助けを求める。
オリスカン
声 - 土岐隼一
ドレッド王国に仕える騎士で、イズーとは身分を超えた恋人同士。バトル大会で敗退した自身の魔神が地下の秘密施設で溶かされる姿を目撃し、それをドレッド王に問いただそうとしたために投獄された。
コミック版では決勝戦まで勝ち進み、海火子に勝ちを譲られる形で優勝する。
ダサイ・オサムーン
ビジュアルストーリー第5回に登場。バトル大会第一試合での海火子の対戦相手。奇抜な衣装をまとった「ダサイ族」の戦士で、「一族でもっともイケている超戦士」を自称するナルシスト。乗機のパワーを活かして海火子を圧倒するが、雷撃波の発動条件である雷雲の発生を読んで時間稼ぎをしていた海火子の策にはまり、全身に電撃を浴びて敗北する。

#### 第6の世界
オトヒメ
声 - 古城門志帆
リューグーランドを訪れたワタルたちを接待する謎の少女。園を管理する部下のキャストたちとともに常ににこにこした笑みを浮かべている。園内のアトラクションや贅を尽くした料理でワタルたちをもてなし、骨抜きになったワタルから七魂の剣を奪うが、唯一園のまやかしに掛からなかった虎王に対しては、自分の魔神である虚閃角で直接排除しようとする。しかし、正気を取り戻したワタルと虎王の友情に呼応した現れた龍虎丸と白虎丸に敗北し、自分の過ちを認めワタルたちに謝罪する。

### 敵
ドバズダー
声 - 辻井健吾
正体不明の敵。人々の負の思念が黒い霧状になって集まった存在で、世界征服のような明確な目的をもった悪ではない。黒い霧には触れた者の欲や怒哀の感情を増幅させ、外見をも変える作用がある。
本作冒頭で魂を砕かれた龍神丸に取り付き、その負の感情を増幅させることで「-黒闇-」に変質した龍神丸をワタルたちと戦わせるが、龍魔神たちの総攻撃を受けて龍神丸から引きはがされる。今度は大量の黒い魔神たちを伴ってワタルたちに襲い掛かるが、すべての神部七龍神の加護を受けた煌龍丸に一蹴され消滅する。
名前は「バズる」に由来する。

### 小説版の登場人物
シュワルビネガー
『ワタル1』に登場するクルージング・トムの元部下。ドバズダーの影響で正気を失い、魔神バトルゴリラ100を駆って暴れる。
ジョン・タンクーガー
同じくトムの元部下。ドバズダーの影響で独占欲が止められなくなり、シュワワ村にあるラー湖の聖水を独り占めしていた。戦車型魔神ゲゲゲッペルンに乗る。

## 魔神
魔神（マシン）とは、「ワタルシリーズ」の世界で普及しているロボットの総称。製作や操縦方法などはおおむね他作品のロボット兵器と同様であるが、魔術・呪術的な処置を施された機体や、龍神丸のように魂と自我をもつ特殊な機体も存在している。

### 龍魔神
龍魔神（りゅうマシン）とは、砕かれた龍神丸の魂に金龍以外の神部七龍神の力が合わさり生まれた7体の魔神。それぞれが過去作の龍神丸の強化形態や、味方の魔神たちに似た意匠と能力をもつ。逆さ創界山の各世界にある「龍神丸の欠片」を手に入れることで召喚できるが、各龍魔神は欠片を手に入れた世界でしか召喚できないため、新たな世界に行くたびに別の欠片を手に入れる必要がある。煌龍丸以外の龍魔神は、龍神丸と違って召喚時の雄叫びはなく、戦闘中も終始無言のままである。
龍蒼丸（りゅうそうまる）
アニメ第3話より登場。青龍の力をもつ蒼き龍魔神。外見は通常の龍神丸に似ている。両肩の翼を展開することで飛行形態になる。武器は蒼い柄と金色の刀身をもつ蒼龍剣（そうりゅうけん）、龍神丸の龍牙拳と同じく肩の爪を投擲する蒼穹龍牙拳（そうきゅうりゅうがけん）。
龍戦丸（りゅうせんまる）
アニメ第4話より登場。赤龍の力をもつ赤き龍魔神。外見は戦神丸に似ている。武器は二刀流で使用される紅龍剣壱式と紅龍剣弐式。必殺・紅龍剣は野牛シバラク流×の字斬りを彷彿させる必殺技。
幻龍丸（げんりゅうまる）
ビジュアルストーリー第2回より登場し、アニメでは第9話に登場。緑龍の力をもつ緑色の龍魔神。外見は幻神丸に似ている。無音の高速移動で敵に接近して仕留める戦法を得意とする。武器は、背中の翼を連結させて使用する幻龍大手裏剣（げんりゅうだいしゅりけん）、逆手もちで振るう短刀・碧龍剣（へきりゅうけん）、足裏に内蔵された隠し刀・幻雷刀（げんらいとう）。必殺・碧龍剣は超高速で敵の胴を真一文字に斬り裂く。また、投擲した幻龍大手裏剣の回転で巨大な竜巻を発生させる「幻龍大手裏剣・大旋風」という技をもつ。幻龍大手裏剣は前方に展開することで盾にもなる。
龍激丸（りゅうげきまる）
ビジュアルストーリー第4回より登場し、アニメでは第9話に登場。激龍(ファイヤードラゴン)の力をもつ天翔ける炎の龍魔神。新星龍神丸や龍星丸のような巨大な翼と大爪をもつ。背中の翼を広げ飛行形態になる。武器は二刀流の炎龍剣、炎龍剣を両肩の鞘に収めた状態で使用する龍激砲（りゅうげきほう）。必殺・炎龍剣は2本の剣に炎を纏わせ一刀両断する。
聖龍丸（せいりゅうまる）
アニメ第6話より登場。紫龍の力をもつ紫の龍魔神。聖騎士パラディンのようなスリット状の頭部バイザーが特徴で、聖龍飛翔形態に変化（チェンジ）する。武器は両刃の大剣・聖龍剣。
龍虎丸（りゅうこまる）
アニメ第8話より登場。白龍の力をもつ猛き龍魔神。龍と虎の意匠を持つ。外見は邪虎丸に似ている。龍虎形態に変化する。武器は組み合わせることで二つの武器形態に変形可能な龍虎盾と虎龍剣。必殺技は、後述の白虎丸との連携で繰り出される龍と虎をかたどったエネルギー波「猛虎超龍波（もうこちょうりゅうは）」。
煌龍丸（こうりゅうまる）
声 - 玄田哲章
アニメ第9話に登場。すべての龍神丸の欠片に宿った神部七龍神の力が合わさり誕生する金色の龍魔神で、本作での龍神丸の最終形態でもある。龍神丸自身が変化するのが他の龍魔神との決定的な違いで、ドバズダーを配下の魔神ごと消滅させるほどの強さをもつ。また、搭乗したワタルの衣装も専用のものに変化する。煌龍飛翔形態に変化する。武器は七龍剣。

### 丸魔神
丸魔神（まるマシン）とは、ワタルやその仲間たちが搭乗する魔神。ほかの魔神とは一線を画す性能や機能をもち、機体名に「丸」が付くことから丸魔神と呼ばれる。
龍神丸（りゅうじんまる）
声 - 玄田哲章
神部七龍神の一柱・金龍（映画では正体は緑龍であるかのように描かれた）の魂を宿したワタルの魔神。ワタルとは強い絆で結ばれており、戦いで弱気になったワタルを叱咤激励する。作中冒頭でドバズダーに取り込まれそうになった影響で体が消滅し、魂は六つの欠片となって逆さ創界山の各世界に飛ばされる。しかし、同胞の神部七龍神の助力によって意識は欠片のなかに存在しており、龍魔神の召喚時にワタルに語り掛けてくる。
龍神丸 -黒闇-（りゅうじんまる こくあん）
第7世界にて、すべての欠片を取り戻した七魂の剣によって復活を果たした姿。ドバズダーに敗れ捕虜となり、（映画版の追加シーンで）自分がいないせいでワタルが苦戦している姿を映像を介して見せられ「自分にもっと力があれば」と願った龍神丸にドバズダー自身が取り付き、その願いを負の感情でゆがめられたことで、漆黒に染まった邪悪な姿となる。ワタルの必死の説得にも耳を貸さず仲間全員の魔神を圧倒するが、龍魔神全員の総攻撃によってドバズダーが追い出されたことで正気を取り戻す。
戦神丸（せんじんまる）
シバラクの魔神。二刀流剣術を駆使する接近戦型の機体。シバラクからは「戦ちゃん」の愛称で呼ばれたりする。龍神丸と同じく自我をもつが、作中で声を発する場面はない。シバラク側の事情で連絡できなかったり、風邪を引くなどなんらかの不都合で出動を断ることもある。
幻神丸（げんじんまる）
ヒミコの魔神。巨大手裏剣や短刀を装備した忍者風の機体。本来は父である幻龍斎の魔神であり、『ワタル1』では幻龍斎とヒミコの2人乗りだったが、本作では幻龍斎が不在のためにヒミコがひとりで操縦している。なお、幻龍斎の席には猿姿の本人のぬいぐるみが飾ってある。
邪虎丸（じゃこまる）
虎王の魔神。猛虎形態への変形機構と高速飛行能力をもつ高性能機。第7話で大破したのちに後述の白虎丸に変化し、第9話では元の姿で復活する。
白虎丸（びゃっこまる）
虚閃角に破壊された邪虎丸に白虎の力が宿り新生した魔神。白龍の力が宿った龍虎丸と対をなす機体で、ほぼ同一の構造をもつ白虎形態へと変形する。武装は、双頭の槍「タイガーランス」に合体可能な「ホワイトタイガーソード」と「ホワイトタイガーシールド」。
空神丸（くうじんまる）
ビジュアルストーリー第3回に登場、アニメでは第9話に登場。鳳凰の魂を宿したクラマの魔神。創界山随一の飛行性能を有する鳥型魔神で、味方の魔神をけん引できるほどの出力を発揮する。『ワタル1』終盤に登場する空王丸とは夫婦関係に当たる。
夏鬼丸（げきまる）
海火子の魔神。雷の力を利用した高威力の技を駆使する。
真・夏鬼丸
『ワタル2』終盤に登場する星界山のボス魔神が持っていた六玉で本来の力を取り戻した姿。本作では通常時から任意で変化することが可能であるが、海火子本人の衣装は変化しない。
コミック版では真・夏鬼丸の姿で夏鬼丸と呼ばれる。

### 敵魔神
基本的に過去作に登場する敵魔神の同型機、あるいはその発展型が登場する。
ガッタイダー
『ワタル1』に登場するザン三兄弟の合体魔神。ドバズダーによって黒い幻のような姿で現れ、幻神丸と対峙する。
漫画版ではドバズダーの黒い霧がクラマを取り込んだ姿として出現する。
邪戦角（じゃせんかく）
『ワタル2』に登場する魔界シバラク（ドワルダー軍のマーダレスが放った暗黒の矢で敵として洗脳されたシバラク）の魔神。ドバズダーによって黒い幻のような姿で現れ、戦神丸と対峙する。
漫画版と小説版では未登場。
セカンドガンII（セカンド）
ワーイ＝ファーイの魔神。『ワタル1』に登場する第一界層ボス魔神 「セカンドガン」の同型機で、全身が赤く塗られている。腕にガトリングガンを装備。
ヘルコプター改
ワーイ＝ファーイの部下の魔神。『ワタル1』に登場する「ヘルコプター」の同型機で、一部が藍色に塗られている。機体下部にガトリングガンを装備。劇中では2機登場。
ギューテンカク
ベンケーの魔神。『ワタル2』に登場する第三星界ボス魔神「シュテンカク」の同型機で、両肩の装飾が鯱から牛角状に変化している。武装は2本の薙刀。『ワタル2』の機体と同様に仮面を出すことで、口から竜巻「ベンケータイフーン」を放つ。
アストロナイト
オリスカンの魔神。『ワタル2』に登場する宇宙界の魔神｢アストロジェッター｣の同型機で、バトル大会敗退後に地下施設で機体を溶かされ、ゴーストン復活のエネルギーにされる。厳密には敵魔神ではない。
コミック版では決勝戦まで勝ち進み、夏鬼丸と共闘してゴーストンと交戦する。
ゴーストン
『ワタル1』に登場する第六階層の巨大合体魔神。過去に戦ったワタルからは「二度と会いたくなかった」と言わしめるほどの強敵。ブリキン城の地下に封印され、バトル大会で敗退した魔神のパワーを注がれ復活しつつあったが、ドレッド王の不注意で制御に使っていた「制御の杖」が壊れ暴走状態となる。頭部（スケルバット）の右目にある赤い宝玉の力によって無限の再生能力を有し、シバラク・虎王・海火子を苦戦させるが、ワタルの手で宝玉を破壊されたことで再生能力を失い、そこに封じられていた龍神丸の欠片から呼び出された聖龍丸に破壊される。
ファイヤージャック
『ワタル1』に登場する「ファイヤージャック」の同型機。バトル大会出場の魔神で、アストロナイトと同じくゴーストン復活のエネルギーにされる。
モーガン、サソリアンナイト、ボクボクサー
それぞれ『ワタル2』に登場する敵魔神の同型機。バトル大会出場の魔神で、いずれもゴーストン復活のエネルギーにされる。
虚閃角（きょせんかく）
オトヒメの魔神。『ワタル2』に登場する魔界三兄弟の合体魔神「黒龍角」の派生機で、オトヒメが奏でるハープの音色で遠隔操作する。武装は肩アーマーに懸架されている二振りの大剣と、収束射撃と拡散射撃を使い分け可能な額の高出力エネルギー砲。不意打ちとはいえ邪虎丸をほぼ一方的に破壊し、復活した龍虎丸と白虎丸の2機とも単独で渡り合うが、猛虎超龍波と虎龍剣の連撃を受け倒される。

#### 小説版の敵魔神
バトルゴリラ100（ワンハンドレッド）
シュワルビネガーの魔神。以前よりパワーアップしており、100発自動発射できるスペシャルマグナム10連発を放つ。
ゲゲゲッペルン
タンクーガーの戦車型魔神。ファイヤータックルで突進し、ミサイルファイヤーを放つ。
ドバズダーの黒い魔神たち
ドバズダーの黒い霧が作り出した黒い魔神。その中にはアイスホッケー選手のような魔神（ファイヤーパック）、頭にネジの刺さったフランケンシュタインのような魔神（フランケンシュタイン）、ツタンカーメンのような魔神（ツインカーメン）もいる。

#### ビジュアルストーリーの敵魔神
スケルバット14K（イチヨンケー）
ビジュアルストーリー第1回に登場。ドロロンパの魔神。『ワタル1』に登場する第二界層ボス魔神「スケルバット」の改修機で、全身が金色に塗装されている。改修前と同じ機体の上下分割機構に加えて、機体を透明化するステルス機能を備えている。
マスク・ド・スケルバット
ビジュアルストーリー第2回に登場。スケルバット14Kの改造機。その名のとおり頭部に赤いマスクを装着し、翼には接近戦用のかぎ爪と突起が追加されている。武装は、口から発射される超音波砲「ビックリ砲」。さらに自機の幻影を大量に生み出す「百鬼夜行モード」という切り札をもち、この状態でビックリ砲を一斉発射する「スペシャルビックリ砲」は、単機発射の100倍のパワーを発揮する。
コミック版では14Kは登場せずマスク・ド・スケルバットのみ登場。
ブルコンボス
ビジュアルストーリー第3回に登場。ボンクラーラの魔神。『ワタル1』に登場する第五界層ボス魔神「コンボス」の改修機で、黒を基調に塗装されている。武器は、先端をミサイルとして射出できるピコピコハンマー状の「ブルハンマー」。
コミック版では登場せず。
マッハブルコンボス
ビジュアルストーリー第4回に登場。カバチョの魔神。両肩に4基のドケドケミサイルに、ブルブルハンマーを搭載。背中のブースターで空も飛び、素早くタックルするマッハ攻撃をしかける。
エレファンモス
ビジュアルストーリー第5回に登場。オサムーンの魔神。『ワタル1』に登場する「エレファントム」の改修機で、ゾウの外見にふさわしい圧倒的パワーと、左腕に装着された鎖付き鉄球「イケイケアイアンボール」を駆使した広範囲攻撃が特長。モチーフとなっているのは『魔動王グランゾート』のジャンモス1号。

#### コミック版の敵魔神
ブルッキー、アイアンドリル
いずれも『ワタル1』に登場する敵魔神の同型機。龍激丸編でドケドケ建設が使用する整地作業用の魔神として登場。

## 作中アイテム
七魂の剣（しちこんのつるぎ）
本作におけるワタルの武器。王者の剣に粘土細工の龍神丸を宿らせて誕生した新たな剣。柄には龍神丸の首にあるものと似た六つの勾玉があり、当初はすべて色を失っているが、逆さ創界山内にある龍神丸の欠片を取り戻すたびにひとつずつ輝きが戻っていき、取り戻した欠片に対応した龍魔神を召喚することができる。各龍魔神が必殺技を放つときは、その龍魔神の剣と同じ形状に変化する。
スマートウォッチ
ワタルが左腕につけている赤いリストバンド型通信端末。
空飛ぶドローンブーツ
アップダウンシティの救世主の姿のワタルが履く羽根付きブーツ。踵を合わせることで羽根がプロペラになり空を飛べる。
へん玉（へんたま）
小説版に登場。ワタルが所持するふしぎアイテムのひとつ。やわらかい赤色と硬い青色の半球が接合された2色の玉で、硬い部分を向けて投げつけると、工場の作業ロボット程度なら動きを止めるほどの威力がある。
ぺったん手裏剣
小説版に登場。ヒミコが所持する星形の手裏剣。軟質素材製であるため殺傷力はないが、相手の顔に張り付けて睡眠を誘う効果をもつ。
水面の鏡（みなものかがみ）
逆さ創界山を映す鏡。表面が水になっており、その水を金だらいに満たすことにより逆さ想界山へ行くことができる。
ラー湖の聖水
小説版に登場。シュワワ村にあるラー湖から産出される甘い炭酸飲料のような水。飲むとドバズダーの黒い霧を退ける効果がある。

## スタッフ
- 企画・製作 - サンライズ
- 原作 - 矢立肇
- 監督 - 神志那弘志
- シリーズ構成 - 永井真吾
- キャラクターデザイン - 牧内ももこ
- メカニカルデザイン - 新谷学
- デザインワークス - 湯川純
- キーメカアニメーター - 重田智、東賢太郎
- 美術監督 - 池田繁美、丸山由紀子
- 色彩設計 - 佐藤美由紀
- 音響監督 - 藤野貞義
- 撮影監督 - 長田雄一郎
- 編集 - 野尻由紀子
- 音楽 - 兼埼順一、門倉聡、神林早人（魔神英雄伝ワタル、ワタル2より）
- 音楽協力 - サンライズミュージック、フライングドッグ、日本テレビ音楽
- 企画協力 - BANDAI SPIRITS
- Special Thanks（第9話） - 井内秀治、芦田豊雄、広井王子

## 主題歌
OPとEDともに、『無印』『ワタル2』本放送当時のテレビサイズ音源が使用できなかったため、CDに収録されたフルサイズ音源を編集してテレビサイズにしたものを使用している。。なお、『無印』『ワタル2』本放送当時の主題歌の発売元はいずれもビクター音楽産業（現：JVCケンウッド・ビクターエンタテインメント）から発売された。
オープニングテーマ
「STEP」（第1話 - 第4話）
作詞・作曲 - 立花瞳 / 編曲 - 志熊研 / 歌 - a・chi-a・chi
フルサイズ音源の編集のため歌詞は『無印』テレビサイズと異なる。
映像はイントロと1コーラス目までは『無印』OPのオマージュだが、以降は本作の内容に合わせた新規のものになっている。
また、｢-再会-｣のエンディング曲としてフルコーラス版が使用されている。
「Fight!」（第5話 - 最終話）
作詞 - 小澤幸代 / 作曲 - 伊藤薫 / 編曲 - 根岸貴幸 / 歌 - 高橋由美子
映像は1コーラス目でワタル一行が集結する場面は『ワタル2』2代目OPのオマージュだが、クラマに代わってシバラクが登場する。それ以降は新規のものになっている。
エンディングテーマ
「a・chi-a・chiアドベンチャー」（第1話 - 第4話）
作詞 - 伊藤アキラ / 作曲 - 池毅 / 編曲 - 志熊研 / 歌 - a・chi-a・chi
映像はイントロ部以外は『無印』EDとほぼ同じだが、クラマ・幻龍斎・オババに代わって龍神丸が登場する。
「君に止まらない〜MY GIRL, MY LOVE」（第5話 - 最終話）
作詞 - 山本秀行 / 作曲 - 瀬井広明 / 編曲 - 萩田光男 / 歌 - 高橋由美子
映像はサビの部分は『ワタル2』初代EDとほぼ同じだが、クラマに代わって虎王・龍神丸が登場する。さらに最終話ではクラマが新たに追加された。

## 各話リスト
サブタイトル部のBGMは『無印』時代から流用。
| 話数  | サブタイトル                                                                                 | 脚本     | 絵コンテ   | 演出                              | 作画監督 | 配信日         |
| ----- | -------------------------------------------------------------------------------------------- | -------- | ---------- | --------------------------------- | --- | -------------- |
| 第1話 | 立ち上がれ！救世主 Stand up! Savior                                                          | 永井真吾 | 神志那弘志 | いまむら                          | 牧内ももこ（キャラクター） 重田智（メカニカル） 東賢太郎（メカニカル）                                                                                                 | 2020年 4月10日 |
| 第2話 | メッセンジャーはダレなんじゃ？ Who's the messenger?                                          | 永井真吾 | 竹内浩志   | 伊部勇志                          | 古俣太一、鈴木卓也 大竹守 | 4月24日        |
| 第3話 | 龍蒼丸、空中決戦！ Ryusoumaru and aerial combat!                                             | 永井真吾 | 博多正寿   | 大島克也                          | 中島里恵（キャラクター） 片山学（メカニカル） | 6月19日        |
| 第4話 | 赤い閃光！ダブル×の字斬り！ Red Flash! Double X Slash!                                       | 江夏由結 | 博多正寿   | イムガヒ                          | 鈴木卓也、大竹守 古俣太一、湯川純 | 6月26日        |
| 第5話 | 激闘！ 結婚？ 風雲ブリキン城！ A Big Fight or A Big Day? A Storm is Coming to Brikin Castle! | 永井真吾 | いまむら   | いまむら                          | 牧内ももこ（総作画監督・キャラクター） 湯川純（キャラクター） 重田智（メカニカル）                                                                                     | 9月25日        |
| 第6話 | 輝け！ 聖龍の力！ Shine! The power of Seiryu!                                                | 永井真吾 | 博多正寿   | 外山草                            | 牧内ももこ（総作画監督・キャラクター） たかはしなぎさ（キャラクター） 水野辰哉（キャラクター） まつもとひろし（メカニカル） 舘埼大（メカニカル）                       | 10月9日        |
| 第7話 | 笑って、泣いて、大ゲンカ！？ We Laugh, We Cry, and We Fight?                                 | 江夏由結 | 大畑清隆   | 大畑清隆                          | 牧内ももこ（総作画監督・キャラクター） 米本奈苗（キャラクター） とみながまり（キャラクター） 浦中利浩（キャラクター） 服部憲知（キャラクター） 梶谷光春（メカニカル）  | 10月23日       |
| 第8話 | ふたつのココロと最後のカケラ The Two Hearts and the Last Shard                               | 江夏由結 | 吉川博明   | 鳥羽聡                            | 牧内ももこ（総作画監督・キャラクター） 石井久美（キャラクター） 重田智（メカニカル） 東賢太郎（メカニカル） 井村学（メカニカル）                                       | 11月6日        |
| 第9話 | 夢の果て、虹の向こう The End of the Dream, the Other Side of the Rainbow                     | 永井真吾 | 神志那弘志 | いまむら 鳥羽聡 博多正寿 東賢太郎 | 牧内ももこ（総作画監督・キャラクター） 湯川純（キャラクター） 小林鈴子（メカニカル） 東賢太郎（メカニカル） 鈴木卓也 前田清明 森下博光 井村学 鷲北恭太 小沢和則 松田寛 | 11月20日       |

## 代替配信
| 回 | 表題                                                                                            | 配信日        |
| -- | ----------------------------------------------------------------------------------------------- | ------------- |
| 1  | 魔神英雄伝ワタル 七魂の龍神丸 第1話スタッフコメンタリー                                         | 2020年 5月8日 |
| 2  | 魔神英雄伝ワタル 七魂の龍神丸 第2話スタッフコメンタリー &『七魂の龍神丸×ネクスエッジ 特別映像』 | 5月22日       |
| 3  | 『魔神英雄伝ワタル 七魂の龍神丸』神志那監督による旧作セレクション！ 魔神英雄伝ワタル39話        | 6月12日       |

## Web特番
2020年2月の『TAMASHII Cyber Fes 2020』では綾見有紀(MC)、田中真弓、伊倉一恵を迎えたトーク番組を開催・配信、3月にも開始直前番組も配信した。2020年7月4日のバーチャルイベント『TAMASHII Features 2020』ではトークショーと1-4話をライブ配信。後編配信前の2020年9月11日も第4回目をライブ配信、ゲストは高乃麗とヲタファ。
| 回 | 表題                                                                     | 配信日         |
| -- | ------------------------------------------------------------------------ | -------------- |
| 1  | キャスト＆新情報発表！『七魂』もハッキシいって、おもしろカッコいいぜ！！ | 2020年 2月23日 |
| 2  | 4月10日配信直前！ 『七魂』もハッキシいって、おもしろカッコいいぜ！       | 3月27日        |
| 3  | 『七魂』もおもしろカッコいいぜ＠TAMASHII Features                        | 7月4日         |
| 4  | 後編配信直前！『七魂』もおもしろカッコいいぜ！                           | 9月11日        |

2024年1月7日には、35周年感謝祭を記念してYouTubeで全話一挙配信している。

## テレビ放送

### 地上波放送
テレビ初放送！『魔神英雄伝ワタル 七魂の龍神丸』1〜4話イッキ見SP
Web後編開始に合わせ、1-4話を地上波放送。
アニメ!アニメ!調べで2020年一番好きなTVアニメで第2位となっている。
| 放送期間      | 放送時間           | 放送局   | 対象地域 | 備考   |
| ------------- | ------------------ | -------- | -------- | ------ |
| 2020年9月25日 | 金曜 19:00 - 20:00 | TOKYO MX | 東京都   | [ 43 ] |

### BS放送
日曜アニメ劇場『魔神英雄伝ワタル 七魂の龍神丸-再会-』
新規カットを追加した特別編集版として放送。
| 放送期間      | 放送時間             | 放送局 | 対象地域 | 備考 |
| ------------- | -------------------- | ------ | -------- | ---- |
| 2025年2月16日 | 日曜日 19:00 - 21:30 | BS12   | -        |      |

## メディアミックス

### コミック
『コロコロアニキ』でコミック掲載。著者は藤異秀明。2020年春号では、本編では描かれなかったワタルの世界から創界山に向かうプロローグ編を描く。2020年夏号で幻龍丸編、2020年冬号で龍激丸編、聖龍丸編をコミカライズ連載。単行本は2021年5月12日発売（ISBN 978-4-09-143307-7）。

### 小説
『矢立文庫』で配信のWeb小説。著者：小山眞(小山真)。アニメ本編とアニメで語られなかったエピソードもノベライズ。単行本はKADOKAWAから上巻が2022年1月7日発売（ISBN 978-4-04-111451-3）、下巻が2022年3月25日発売（ISBN 978-4-04-112240-2）。

### ビジュアルストーリー
『月刊ホビージャパン』2020年7月号から2021年4月号まで掲載。執筆：小山眞(小山真)。ネクスエッジスタイルのフィギュアを用いた特撮写真をまじえて、アニメ本編では描かれない幻龍丸と龍激丸との邂逅を描いたアニメ第4話から第5話までの間のエピソードを展開する。2021年11月25日に書籍化され、キャラクターデザインの牧内ももこによる描きおろしイラストを表紙にしたムック『魔神英雄伝ワタル 七魂の龍神丸 ビジュアル＆ストーリー』として発売された。同書では連載作品のほか、未掲載エピソードも収録されている。

### フィギュア
NXEDGE STYLE
ネクスエッジスタイルよりアクションフィギュアが発売。裏面はネクスエッジスタイルフォーマットの中身が見える仕様だが、表面はかつてタカラが発売していた魔神大集合のパッケージをオマージュしたイラストになっている。既に発売されている魔神をベースにリアレンジされている。初回特典として龍蒼丸と龍戦丸にはアクリルキーホルダーと創界山新聞、龍虎丸にはノンテロップOP&ED収録のBlu-rayが付く。
- [MASHIN UNIT] 龍蒼丸 2020年5月23日発売。
- [MASHIN UNIT] 龍戦丸 2020年5月23日発売。
- [MASHIN UNIT] 幻龍丸 2020年6月27日発売。
- [MASHIN UNIT] 龍激丸 2020年8月29日発売。
- [MASHIN UNIT] 聖龍丸 2020年9月26日発売。
- [MASHIN UNIT] 龍虎丸 2020年10月24日発売。
- [MASHIN UNIT] 煌龍丸 2020年11月21日発売。
- [MASHIN UNIT] 白虎丸 プレミアムバンダイ限定、2021年4月発送。
- [MASHIN UNIT] 龍神丸 -黒闇- プレミアムバンダイ限定、2021年5月発送。

魔神英雄伝ワタル 魔神物語（MASHIN-SAGA）
食玩コレクションフィギュア。01は2020年7月27日発売、02は2020年12月発売。
01 - 龍蒼丸、龍王丸、戦神丸、邪虎丸
02 - 龍神丸、新星龍神丸、黒龍角、邪戦角

### ゲームコラボ
パズル&ドラゴンズ
2020年3月16日から3月31日の期間限定で、戦部ワタルが登場。龍蒼丸にアシスト進化が可能。
スーパーロボット大戦X-Ω
2020年7月6日より期間限定参戦。龍蒼丸が登場。

### 書籍
魔神英雄伝ワタル 戦部ワタル&虎王×ぴあ
ぴあ発行。2020年8月31日発売。ISBN 978-4-8356-4217-8。今作の紹介ページも掲載。
魔神英雄伝ワタル 七魂の龍神丸 設定資料集
2021年2月発売。ドラマCD付。ISBN 978-4-8021-9290-3。

#### ドラマCD
『魔神英雄伝ワタル 七魂の龍神丸 「あっと驚く、幻龍丸！」』
設定資料集同梱ドラマCD。ドロロンタワーの戦いを収録。脚本は小山眞(小山真)。

## 時系列
| 世界                         | アニメ | 小説                                         | ビジュアルストーリー                                          | コミック       |
| ---------------------------- | ------ | -------------------------------------------- | ------------------------------------------------------------- | -------------- |
| プロローグ 創界山            | -      | 第1話「またまた、帰ってきた救世主！」        | -                                                             | 2020年春号     |
| プロローグ 創界山            | -      | 第2話「み～んな欲しがる、ラー湖の聖水！」    | -                                                             | -              |
| プロローグ 創界山            | 第1話  | 第3話「黒い霧のイヤ～な魔神！」              | -                                                             | 2020年春号     |
| プロローグ 創界山            | 第1話  | 第4話「霧の中の大決戦！」                    | -                                                             | -              |
| プロローグ 創界山            | 第1話  | 第5話「立ち上がれ、救世主！」                | -                                                             | -              |
| 第1の世界 なんだか未来の世界 | 第2話  | 第6話「ヘンテコ街のヘンテコ市長？」          | -                                                             | -              |
| 第1の世界 なんだか未来の世界 | 第2話  | 第7話「メッセンジャーはダレなんじゃ？」      | -                                                             | -              |
| 第1の世界 なんだか未来の世界 | 第3話  | 第8話「龍蒼丸、空中大決戦！」                | -                                                             | -              |
| 第2の世界 昔々の世界         | -      | 第9話「シバラク、愛の番傘物語」              | -                                                             | -              |
| 第2の世界 昔々の世界         | 第4話  | 第10話「刀を狙う、肉いヤツ！」               | -                                                             | -              |
| 第2の世界 昔々の世界         | 第4話  | 第11話「ご存知！ さすらいの救世主！！」      | -                                                             | -              |
| 第2の世界 昔々の世界         | 第4話  | 第12話「赤い閃光！ ダブル×の字斬り！」       | -                                                             | -              |
| 第3の世界 すごく昨日の世界   | -      | 第13話「とっても怖～い、ゴーストタウン！？」 | -                                                             | -              |
| 第3の世界 すごく昨日の世界   | -      | 第14話「ドロロンパで、オドロンパ！？」       | 第1回「すごく昨日の世界 前編 〜ドロロンパで、オドロンパ！〜」 | 2020年夏号     |
| 第3の世界 すごく昨日の世界   | -      | 第15話「ホントに怖〜い、ドロロンタワー！」第 | 第2回「幻龍丸 vs マスク・ド・スケルバット」                   | 2020年夏号     |
| 第3の世界 すごく昨日の世界   | -      | 第16話「あっと驚く、幻龍丸！」               | 第2回「幻龍丸 vs マスク・ド・スケルバット」                   | 2020年夏号     |
| 第4の世界 とても明日の世界   | -      | -                                            | 第3回「とても明日の世界 前編 〜空神丸VSブルコンボス〜」       | -              |
| 第4の世界 とても明日の世界   | -      | -                                            | 第4回「とても明日の世界 後編 〜龍激丸VSマッハブルコンボス〜」 | 2020年冬号 1話 |
| 第5の世界 やっぱり昔の世界   | -      | -                                            | 第5回「やっぱり昔の世界 前編 〜夏鬼丸VSエレファンモス〜」     | -              |
| 第5の世界 やっぱり昔の世界   | 第5話  | -                                            | -                                                             | -              |
| 第5の世界 やっぱり昔の世界   | 第6話  | -                                            | 第6回「やっぱり昔の世界 後編 〜聖龍丸VSゴーストン〜」         | 2020年冬号 2話 |
| 第6の世界 やがて明日の世界   | 第7話  | -                                            | 第7回「やがて明日の世界 前編 〜邪虎丸VS虚閃角〜」             | -              |
| 第6の世界 やがて明日の世界   | 第8話  | -                                            | 第8回「やがて明日の世界 後編 〜龍虎丸&白虎丸VS虚閃角〜」      | -              |
| 第7の世界 龍の見た夢の世界   | 第9話  | -                                            | 最終話「龍の見た夢の世界 〜煌龍丸VSドバズダー〜」             | -              |